# إرنيست فابير
إرنيست فابير (بالهولندية: Ernest Faber) (27 أغسطس 1971 في هولندا - ) هو مدرب كرة قدم ولاعب كرة قدم هولندي في مركز قلب الدفاع. شارك مع منتخب هولندا لكرة القدم. أما مع النوادي، فقد لعب مع إن إي سي نيميخن وسبارتا روتردام ونادي آيندهوفن ونادي غرونينغن.

## مسيرته الكروية
لعب إرنيست فابير خلال مسيرته الاحترافية مع 4 أندية في أربعة عشر موسمًا وسجل خلالها 6 أهداف ضمن 235 مباراة. حيث فاز في موسم واحد بالكأس وفي أربعة مواسم بالدوري.
خاض إرنيست فابير مسيرته مع نادي إن إي سي نيميخن في موسم 1990–91 لمدة موسم واحد، مشاركًا في 30 مباراة ولم يسجل أي هدف. ثم انتقل إلى نادي سبارتا روتردام في موسم 1991–92 لمدة موسم واحد، حيث شارك في 32 مباراة ولم يسجل أي هدف أيضًا. لينتقل بعدها إلى نادي آيندهوفن في موسم 1992–93 في المرة الأولى ولمدة موسمين ثم في موسم 1994–95 ليلعب معه تسعة مواسم، مشاركًا طوالها في 162 مباراة سجل خلالها 6 أهداف. ثم انتقل إلى نادي غرونينغن في موسم 1993–94 لمدة موسم واحد، مشاركًا في 11 مباراة ولم يسجل أي هدف.

## وصلات خارجية
- إرنيست فابير على موقع قاعدة بيانات كرة القدم.إي يو (الإنجليزية)
- إرنيست فابير على موقع ناشيونال فوتبول تيمز (الإنجليزية)
- إرنيست فابير على موقع عالم كرة القدم.نت (الإنجليزية)